# オホーツク紋別球場
オホーツク紋別球場（オホーツクもんべつきゅうじょう）は、北海道紋別市の紋別市運動公園内にある野球場。
2025年に、北海道フロンティアリーグが2日連続変則ダブルヘッダーの形式で4試合を実施する予定である（ホームチームは石狩レッドフェニックスと美唄ブラックダイヤモンズ）。

## 施設概要
- 両翼：99.1m　中堅：120m[2]
- 内野：土 外野：芝
- 収容人員：5,900人[2]
- 照明：6基
- スコアボード：磁気反転式(LED付)[2]